# Domingo Melfi
Domingo Melfi Demarco (Viggiano, Italia, 1892, Santiago de Chile, 1946) fue un periodista y escritor chileno.
Vivió en Chile desde su infancia. 
Su carrera como periodista incluyó cargos de redactor en los diarios El Mercurio, La Nación y El Sur de Concepción. Además fue director de La Nación, de La Zona Central de Talca y de la revista Atenea de la Universidad de Concepción.
El ensayo, incluida la crítica literaria, conforma la mayor parte de su obra como escritor.
En 1931 Domingo Melfi fue el primer presidente de la Sociedad de Escritores de Chile. En la película Stefan Zweig: Adiós a Europa, es interpretado en el Congreso de Escritores de 1936 en Buenos Aires.

## Principales títulos
- Portales (biografía), 1930.
- Panorama de las Literaturas Argentina y Uruguaya (ensayo), 1937.
- Estudios de Literatura Chilena (ensayo), 1938.
- El Hombre y la Soledad en las Tierras Magallánicas (ensayo), 1940.
- El Viaje Literario (crítica), 1945.

- Datos: Q5812845
- Multimedia: Domingo Melfi / Q5812845